# Jean-Pierre Sola

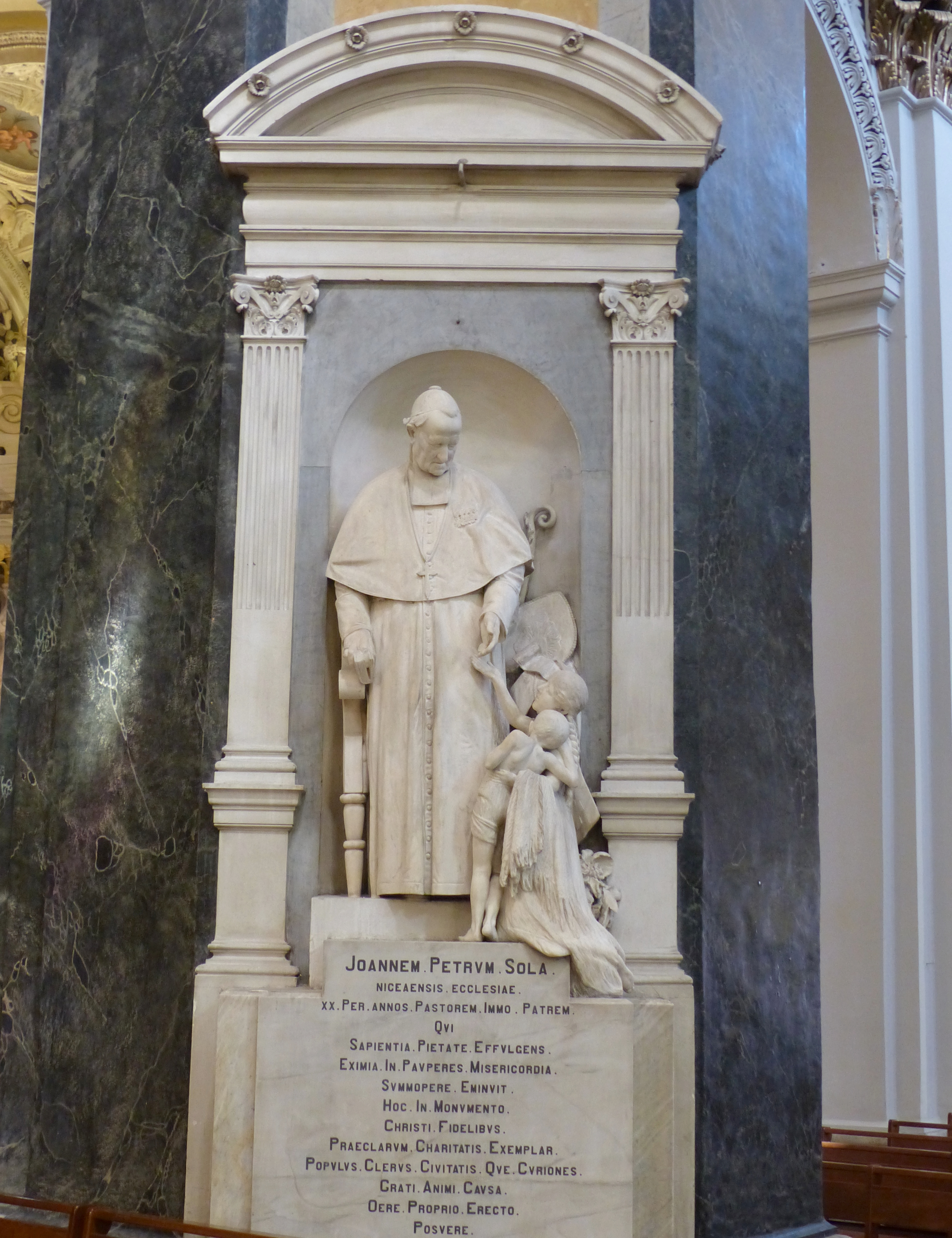
Denkmal für Jean-Pierre Sola in der Kathedrale Sainte-Réparate in Nizza

Jean-Pierre Sola (* 16. Juli 1791 in Carmagnola; † 31. Dezember 1881 in Nizza) war ein sardischer römisch-katholischer Geistlicher und Bischof von Nizza.

## Leben und Werk
Sola wurde 1816 zum Priester geweiht und zum Doktor der Theologie promoviert. Von 1816 bis 1818 lehrte er Theologie in Nizza. Dann war er 40 Jahre lang Pfarrer in Vigone. Von 1858 bis 1877 war er Bischof von Nizza, wobei ihm zugutekam, dass er zu den Bewunderern von Napoleon III. gehörte. Als solcher erlebte er 1860 die Angliederung von Nizza und seines Bistums an Frankreich. Als er Mitte der 70er Jahre zunehmend auf Widerstand traf, trat er 1877, auch wegen seines fortgeschrittenen Alters, von seinem Amt zurück (Nachfolger: Mathieu-Victor Balaïn). Er starb im Alter von 90 Jahren.

## Werke
- Mandement de l’évêque de Nice pour la carême et le jubilé de 1865. Nizza 1865.